# James Drummond, 8. Viscount of Strathallan
James David Drummond, 8. Viscount of Strathallan (* 23. Oktober 1839; † 5. Dezember 1893) war ein britischer Peer, Offizier und Politiker.

## Leben
Er war der älteste Sohn des William Drummond, 7. Viscount of Strathallan (1810–1886) aus dessen Ehe mit Christina Maria Hersey Baird († 1867).
Er war noch minderjährig, als er beim Tod seines Vaters, 1851, dessen schottische Adelstitel als 9. Viscount of Strathallan, 11. Lord Maderty und 9. Lord Drummond of Cromlix vererbt bekam.
1858 trat er als Cornet des 11th Regiment of Hussars in die British Army ein. 1859 zum Lieutenant und 1863 zum Captain befördert, war er von 1860 bis 1863 Adjutant und von 1863 bis 1868 Aide-de-camp des Kommandeurs der Bengal Army und Lieutenant-Governor der North West Provinces. Von 1868 bis 1873 diente er als Brigade Major der Bengal Army. Parallel erhielt er 1864 den Dienstrang eines Captain des 90th Regiment of Light Infantry, 1869 den eines Captain des 14th Regiment of Foot. 1873 wurde er Captain des 6th Regiment of Dragoon Guards. 1877 wurde er in den Brevet-Rang eines Major befördert und wurde Adjutant der Buckinghamshire Yeomanry Cavalry. 1882 schied er aus dem Armeedienst aus.
1890 wurde er als schottischer Representative Peer ins britische House of Lords gewählt. Er hatte dieses Mandat bis zu seinem Tod, 1893, inne und gehörte im Parlament der Fraktion der Conservative Party an.

## Ehen und Nachkommen
In erster Ehe war er von 1868 mit Ellen Thornhill († 1873) verheiratet. Mit ihr hatte er einen Sohn und zwei Töchter:
- William Huntly Drummond, 6. Earl of Perth, 9. Viscount of Strathallan (1871–1937), ⚭ 1911 Anna Strauss;
- Hon. Henrietta Alice Drummond (1869–1870);
- Hon. Ellen Hersey Drummond (1872–1873).

In zweiter Ehe war er von 1875 mit Margaret Smythe († 1920) verheiratet. Mit ihr hatte er drei Söhne:
- James Eric Drummond, 7. Earl of Perth, 10. Viscount of Strathallan (1876–1951), ⚭ 1904 Hon. Angela Mary Maxwell-Constable (1877–1965), Tochter des 11. Lord Herries of Terregles;
- Hon. Sir Maurice Charles Andrew Drummond (1877–1957), Colonel der British Army, ⚭ 1904 Ida Mary Drummond (1880–1966);
- Hon. Edmund Rupert Drummond (1884–1965), Vice-Admiral der Royal Navy, ⚭ 1910 Lady Evelyn Frances Butler (1887–1978), Tochter des 4. Marquess of Ormonde.